# VR-Bank Magstadt-Weissach
Die VR-Bank eG Magstadt-Weissach ist eine deutsche Genossenschaftsbank mit Sitz in der baden-württembergischen Gemeinde Magstadt im Landkreis Böblingen.

## Geschichte
AM 27. Dezember 1872 wurde die Gewerbebank Magstadt in Magstadt gegründet. 1904 wurde diese durch ein neues Statut eine eingetragene Genossenschaft mit unbeschränkter Haftung. 1940 änderte sich der Unternehmensname durch Beschluss der Generalversammlung in Volksbank Magstadt. 1956 wurde ein eigenes Bankgebäude in der Keplerstraße bezogen. Bereits 1967 erfolgte ein Bankneubau in der Alten Stuttgarter Straße; 1995 ein Um- und Neubau zum heutigen Bankgebäude. 
Im Jahre 2018 erfolgte die Fusion der inzwischen als Volksbank Magstadt eG firmierenden Bank mit der Raiffeisenbank Weissach eingetragene Genossenschaft zur heutigen VR-Bank eG Magstadt-Weissach.
Die Raiffeisenbank Weissach eingetragene Genossenschaft hatte zuvor im Jahr 1978 mit der Genossenschaftsbank Nußdorf e.G. mit dem Sitz in Nußdorf fusioniert.
Für das Jahr 2024 ist eine Fusion mit der Volksbank Stuttgart eG geplant.

## Rechtsverhältnisse
Die VR-Bank eG Magstadt-Weissach ist im Genossenschaftsregister beim Amtsgericht Stuttgart unter GnR 240100 eingetragen.

## Organisationsstruktur
Rechtsgrundlagen sind das Genossenschaftsgesetz und die durch die Vertreterversammlung beschlossene Satzung. Organe der Bank sind der Vorstand, der Aufsichtsrat und die Vertreterversammlung.

## Sicherungseinrichtung
Die VR-Bank eG Magstadt-Weissach ist der amtlich anerkannten Sicherungseinrichtung des Bundesverbandes der Deutschen Volksbanken und Raiffeisenbanken GmbH und der zusätzlichen freiwilligen Sicherungseinrichtung des Bundesverbandes der Deutschen Volksbanken und Raiffeisenbanken e.V. angeschlossen.

## Geschäftsausrichtung
Die VR-Bank eG Magstadt-Weissach betreibt das Universalbankgeschäft. Im Verbundgeschäft arbeitet sie mit der DZ Bank, R+V Versicherung, Bausparkasse Schwäbisch Hall, Teambank, VR Leasing,  DZ Hyp und der Union Investment zusammen.

## Geschäftsgebiet
Das Geschäftsgebiet liegt im Norden des Landkreises Böblingen und im Westen des Landkreises Ludwigsburg.
An diesen Orten betreibt die Bank Filialen:
- Magstadt (Hauptstelle, jur. Sitz)
- Weissach (Geschäftsstelle)
- Nußdorf (Geschäftsstelle)

## VR-Bank eG Magstadt-Weissach-Stiftung
2007 wurde die Volksbank Magstadt Stiftung gegründet, die wohltätige, kulturelle und gemeinnützige Zwecke, vorwiegend in der Gemeinde Magstadt fördert. Mit dem Zusammenschluss zur "VR-Bank eG Magstadt-Weissach" im Jahr 2018 wurde auch die Stiftung in "VR-Bank eG Magstadt-Weissach-Stiftung" umbenannt.